# Батюшково (Тёмкинский район)
 Батюшково — деревня в Смоленской области России, в Тёмкинском районе. Расположена в восточной части области в 8 км к северу от Тёмкина, на правом берегу реки Воря.
Население — 18 жителей (2007 год). Входит в состав Батюшковского сельского поселения.

## Достопримечательности
- Скульптура на братской могиле 1462 воинов Советской Армии, погибших в 1941—1943 годы.